# Henri Oreiller
Henri Oreiller (Parigi, 5 dicembre 1925 – Montlhéry, 7 ottobre 1962) è stato uno sciatore alpino e pilota automobilistico francese.
Aggiudicandosi la medaglia d'oro nella discesa libera e nella combinata a Sankt Moritz 1948 divenne il primo campione olimpico francese nella storia dei Giochi olimpici invernali.

## Biografia

### Carriera sciistica

#### Stagioni 1947-1948
Membro della Resistenza francese durante la Seconda guerra mondiale, alla ripresa delle attività sportive dopo il conflitto Oreiller entrò a far parte della squadra nazionale francese. Nel 1947 vinse i Campionati francesi di slalom speciale e l'Arlberg-Kandahar a Mürren, sempre in slalom. Oltre che per i risultati in gara, Oreiller si fece notare perché affrontava le discese di Val-d'Isère su uno sci solo. Per la sua spericolatezza e le sue doti di funambolo si guadagnò i soprannomi di "fou descendant" ("discesista folle") e "l'acrobat" ("l'acrobata").
Ai V Giochi olimpici invernali di Sankt Moritz 1948 Henri Oreiller si presentò come uno dei favoriti. Il 2 febbraio vinse la medaglia d'oro nella discesa libera con 4"1 di vantaggio sul secondo, l'austriaco Franz Gabl, il distacco più ampio tra primo e secondo in una discesa libera olimpica. Fu la prima medaglia d'oro per la Francia ai Giochi olimpici invernali. Il 4 febbraio vinse un altro oro in combinata, ancora con un notevole distacco (oltre 3 secondi) sul secondo, lo svizzero Karl Molitor. Il giorno dopo, nella terza e ultima gara dello sci alpino, lo slalom speciale, Oreiller salì per la terza volta sul podio, ottenendo la medaglia di bronzo. Con tre medaglie, due ori e un bronzo, Oreiller fu l'atleta più medagliato di quell'edizione dei Giochi.

#### Stagioni 1949-1952
Nel 1949 vinse la Coppa Harriman a Sun Valley, mentre nel 1950 si classificò quarto nello slalom gigante ai Mondiali di Aspen e bissò il successo nello slalom speciale dell'Arlberg-Kandahar, ancora a Mürren. Partecipò anche ai VI Giochi olimpici invernali di Oslo 1952, ma non ottenne risultati di rilievo: fu 14º nella discesa libera vinta da Zeno Colò e 16º nello slalom gigante vinto da Stein Eriksen.
Nel giugno del 1952, fedele alla sua fama di personaggio stravagante, meravigliò passanti e automobilisti mettendosi a fare skiroll lungo gli Champs-Élysées di Parigi.

### Carriera automobilistica
Abbandonate le competizioni di sci, Oreiller si dedicò all'automobilismo. Fu campione francese nella categoria turismo nel 1959, e vinse per due volte il Rallye Lyon-Charbonnières (nel 1960 e 1961). Morì in un incidente automobilistico sul circuito di Montlhéry mentre, al volante della sua Ferrari, partecipava al Gran Premio di Parigi.

## Palmarès

### Sci alpino

#### Olimpiadi
- 3 medaglie, valide anche ai fini dei Mondiali:
  - 2 ori (discesa libera, combinata a Sankt Moritz 1948)
  - 1 bronzo (slalom speciale a Sankt Moritz 1948)

#### Campionati francesi
- Campione francese di slalom speciale nel 1947[1]

### Automobilismo
- Campione di Francia nella categoria turismo (1959)[1]
- Rallye Lyon-Charbonnières (1960 e 1961)[1]

## Riconoscimenti
Alla sua memoria è intitolato il centro congressi di Tignes; a lui e all'altro grande campione dello sci francese Jean-Claude Killy è dedicata la pista sciistica della Coppa del Mondo di Val-d'Isère, la Oreiller-Killy.